# Voyage de Manuel II en Europe occidentale
Entre 1399 et 1403, l'empereur byzantin Manuel II entreprend un voyage en Europe occidentale visant à obtenir du soutien militaire de la part des puissances occidentales. Promu et aidé par son ami, Jean II le Meingre, dit « Boucicaut », Manuel traverse les cours occidentales, en Italie, d'abord, puis en France et en Angleterre, ses plus grands espoirs. Il s'attarde un certain temps à Paris et y reçoit des promesses d'aide, comme dans d'autres capitales européennes, qui ne se concrétisent pas. De plus, la nouvelle de la défaite de Bajazet, la plus grande menace pesant sur l'Empire byzantin, aux mains de Tamerlan, lors de la bataille d'Ankara rend le voyage inutile et Manuel II rentre à Constantinople en 1403. Si l'occasion est manquée et si Manuel II obtient un sursis pour la survie de son Empire, le voyage annonce déjà le peu de soutien occidental que reçoit Constantinople en 1453, alors que l'Europe occidentale se détourne de l'Orient.

## Histoire

### Contexte
La cité de Constantinople subit un siège larvé, qui s'étend depuis 1394. Diverses tentatives de soutien échouent, comme lors de la bataille de Nicopolis, où les troupes ottomanes écrasent la coalition dirigée par le roi de Hongrie Sigismond de Luxembourg,,,. Lors de ces efforts, Jean II le Meingre, dit « Boucicaut », accueilli en héros par la population, parvient, avec un petit contingent de troupes françaises, à soulager un peu la pression pesant sur la ville,. Après avoir envisagé un temps de donner le trône de l'Empire byzantin à Charles VI,, Boucicaut et Manuel II décident de s'engager dans un voyage diplomatique vers les cours occidentales, pour que Manuel II puisse y recevoir le soutien militaire nécessaire à la survie de son Empire,.

### Voyage

#### Morée et Italie
Boucicaut et Manuel embarquent sur des galères vénitiennes le 10 décembre 1399,. Ils se rendent en premier lieu dans la péninsule de Morée,, plus spécifiquement à Mistra. Là, Manuel peut confier l'impératrice Irène, son épouse, et leurs enfants, à son frère, le despote Théodore Ier Paléologue,. Ils reprennent ensuite la mer jusqu'à Venise et l'empereur y est reçu par le doge monté sur le Bucentaure,. Tandis qu'il intervient au Maggior Consiglio, Boucicaut se dirige vers Paris pour y organiser la réception de l'empereur. Satisfait des promesses vénitiennes, Manuel prend la route de Padoue, où il est accueilli en grande pompe par les fils de Francesco da Carrara,. Il entre dans la cité à une heure du matin par la Porte de Tous les Saints. Après Padoue, Manuel rejoint Vicence, mais aucun détail ne survit de cette étape,.
Enfin, l'empereur rencontre le duc de Milan, Jean Galéas Visconti, à Pavie,. Celui-ci organise une réception luxueuse en son honneur, et lui promet que dès que les autres souverains viendront à son aide, il se joindra à l'effort de guerre et viendra personnellement diriger les troupes à Constantinople. De plus, Visconti lui donne une escorte pour franchir les Alpes et se diriger vers Paris, pour qu'il y rencontre le roi de France, Charles VI.

#### France et Angleterre
Après le passage en Italie, Manuel prend le chemin de Paris, et suit une route qui est inconnue,. Au sujet de sa visite, l'Anonyme de Saint Denys déclare : 

« Le roi attendait depuis longtemps l'arrivée de monseigneur Manuel, empereur de Grèce. Il fut charmé d'apprendre que l'illustre souverain d'un si fameux empire avait abordé dans ses états. Cet événement extraordinaire lui paraissait très honorable et très glorieux pour son règne, et il songeait avec orgueil qu'aucun de ses prédécesseurs n'avait reçu une marque si précieuse de la faveur du ciel. Il résolut donc de recevoir l'empereur avec toutes sortes d'égards, et envoya à sa rencontre de nobles chevaliers, pour lui assurer une réception digne de la majesté impériale dans les villes et autres lieux par où il devait passer et pour veiller à ce qu'il fût logé convenablement. Il décida aussi, d'après l'avis des principaux seigneurs, que son entrée se ferait à Paris avec toute la pompe que commandait l'honneur de la France. »

Il est accueilli avec beaucoup d'honneurs par Charles VI à Charenton-le-Pont, dans une cérémonie amicale où les deux descendent de leurs montures pour se donner un baiser de paix,,. Charles VI ne lésinne pas sur les dépenses, il organise une cérémonie majestueuse pour accueillir son hôte, celle-ci réunit deux mille bourgeois de Paris qui font une procession devant le groupe,,. Ils se rendent ensuite au Louvre où ils célèbrent leur rencontre. Malgré la folie dont il est touché depuis le bal des ardents de 1393, Charles VI a un long intervalle de lucidité et passe du temps avec son visiteur, notamment en lui présentant et le guidant à travers monastères et les églises de la capitale. Le chroniqueur médiéval Juvénal des Ursins renseigne le fait que l'empereur vient accompagné de clergé orthodoxe, qui célèbre à Paris. Au sujet de la liturgie célébrée alors à Paris, il déclare : « Le service religieux était pratiqué selon leurs usages qui sont très curieux et tout le monde pouvait y assister »,. Manuel assiste au mariage de Marie de Berry et de Jean Ier de Bourbon et est placé entre le roi et le cardinal officiant, lors d'un banquet qui suit le mariage, témoignage supplémentaire de l'affection du roi, qui, par ailleurs, promet d'intervenir au plus vite et d'envoyer des troupes derechef au secours de Manuel. Dans cette situation, Manuel écrit à son ami Chrysoloras : 

« Enfin, nous sommes en France, et notre main court d'elle-même, s'efforçant de t'écrire ce qu'il faudrait pouvoir exposer de vive voix; car cela dépasse de beaucoup les limites d'une lettre. Nombreux sont les dons que le glorieux roi nous a accordés, nombreux aussi ceux que nous avons obtenus de ses parents, des dignitaires de sa cour et de tout le monde. Ils ont montré la noblesse de leur âme, leur affection pour nous et leur zèle solide pour la foi. Bref, si la jalousie habituelle de la mauvaise fortune ne nous envoie pas quelque coup imprévu, nous avons bon espoir de retourner bientôt dans notre patrie, comme tu le souhaites et comme nos ennemis le redoutent. »

Cependant, la folie de Charles VI reprenant, Manuel décide de poursuivre sa route jusqu'en Angleterre, pour y rencontrer Henri IV, et après un voyage dont on ne sait rien, il traverse la Manche, est accueilli par les augustins de Canterbury et le trouve à Blackheath le jour de la saint Thomas 1400, soit le 21 ou 29 décembre de cette année,. Puisqu'Henri IV vient de détrôner son cousin Richard II, cela le rend d'autant plus amical envers Manuel, qui est un apport de légitimité important pour son règne, et bien qu'on ne sache que peu de choses de cet épisode, il semble lui avoir promis des troupes et de l'aide,, comme en témoigne une autre lettre à Chrysoloras:

« Le prince auprès duquel nous nous trouvons maintenant, le roi de la
Grande-Bretagne, cette contrée qu'on pourrait appeler un autre monde,
prince inondé de biens, orné de mille qualités, a suivi son instinct
naturel en devenant pour nous un port après une double tempête : de la nature et de la fortune. Sa conversation est pleine de charmes ; il nous
réjouit de toutes les manières, nous honore et nous aime également.
Il nous accorde un secours en hommes d'armes, en archers, en argent et
en vaisseaux, qui transporteront l'armée où besoin sera. »

Après ce passage en Angleterre, Manuel revient à Paris, où la situation s'est compliquée depuis le retour de la folie de Charles VI, qui est incapable de régner,. Il demeure à la cour pendant deux ans, à s'occuper comme il peut, notamment en s'engageant dans des débats théologiques sur le Filioque à l'Université de Paris. Pour argumenter contre le Filioque, il compose notamment un texte de cent-cinquante-sept chapitres qui n'est pas traduit où il attaque aussi la primauté du pape. De plus, Manuel apprécie l'art français, il mentionne notamment une tapisserie qu'il voit au Louvre dans une de ses lettres. Il est par ailleurs possible que sa présence a Paris ait inspiré l'art français de l'époque, notamment en influençant des médaillistes et surtout les frères de Limbourg, qui semblent faire référence à Manuel II et son entrée dans Paris lorsqu'ils représentent les rois mages dans Les Très Riches Heures du duc de Berry, une oeuvre majeure de l'art européen.

#### Retour
Manuel se rend progressivement compte que les puissances occidentales qui annoncent vouloir le soutenir sont aux prises avec leurs propres intérêts et conflits qui les empêchent d'intervenir ou rendent leurs promesses vides. Tandis qu'il attend l'aide qui ne vient pas, la nouvelle de la bataille d'Ankara lui parvient depuis Constantinople,. Lors de cette bataille, le conquérant turco-mongol Tamerlan écrase les forces ottomanes et parvient à capturer le sultan ottoman, Bajazet, qui lève en toute hâte le siège de Constantinople pour aller l'affronter. La victoire timouride permet de donner un instant de répit à l'Empire byzantin, et rend la présence de Manuel en Europe occidentale inutile, d'autant plus si les promesses d'aide ne se concrétisent pas,. Il prend donc le chemin du retour, en passant notamment par Gênes et aidé par Charles VI et le doge de Venise, qui sont satisfaits de s'en tirer à bon compte sans avoir à réellement s'impliquer. Manuel retourne en Morée, où il récupère sa famille, puis il revient à Constantinople en 1403,.